# Metamorpha gadoui
Metamorpha gadoui är en fjärilsart som beskrevs av Masters 1967. Metamorpha gadoui ingår i släktet Metamorpha och familjen praktfjärilar. Inga underarter finns listade i Catalogue of Life.